# Olenecamptus albidus
Olenecamptus albidus là một loài bọ cánh cứng trong họ Cerambycidae.